# Lost Girl
Lost Girl är en kanadensisk kriminal och fantasyserie som hade premiär på TV-kanalen Showcase den 12 september 2010. Serien skapades av Michelle Lovretta och produceras av Prodigy Pictures i samarbete med Shaw Media.